# Brianka
Brianka (en ukrainien et en russe : Брянка) est une ville minière de l'oblast de Louhansk, en Ukraine. Sa population s'élevait à 47 512 habitants en 2013.

## Géographie
Brianka est située à 50 km à l'ouest de Louhansk, dans le Donbass, en Ukraine. Elle fait partie de l'agglomération d'Altchevsk-Kadiïvka. La ville est bordée au nord par Kadiïvka, à l'est par Altchevsk, au sud par Kypoutche et à l'ouest par Almazna. Elle se trouve sur les bords de la rivière Lozova, affluente du Louhan, appartenant, via le Donets, au fleuve Don.

## Histoire
Brianka a été fondée en 1696. Au milieu du XIXe siècle la mise en exploitation des gisements de charbon est le point de départ du développement de la localité. Elle a le statut de ville depuis 1962.

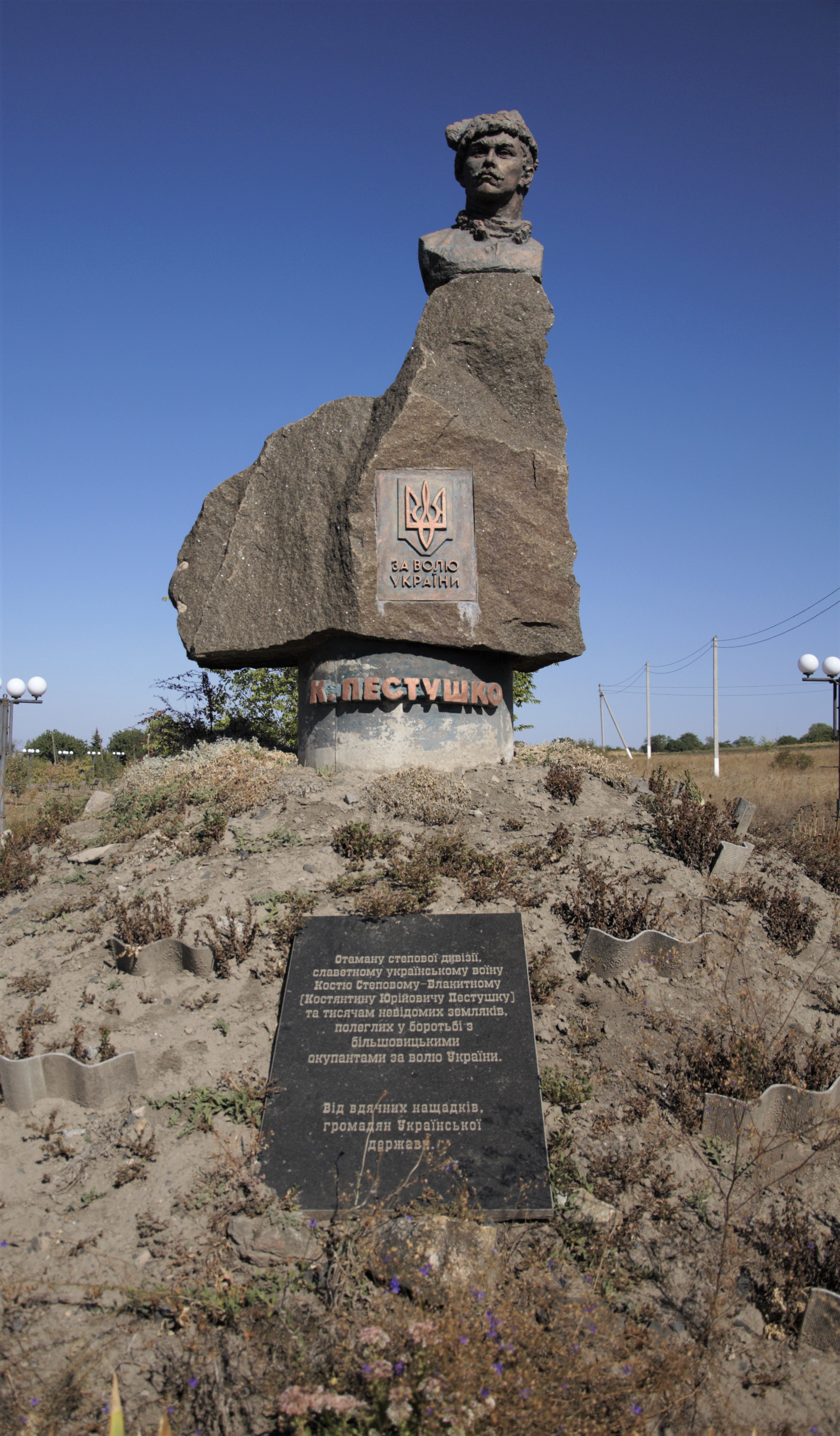
Buste de Constantin Pestouchko.

## Population
| 1923   | 1926   | 1939   | 1959    | 1970    | 1979    |
| ------ | ------ | ------ | ------- | ------- | ------- |
| 7 372* | 9 505* | 56 000 | 78 000* | 71 421* | 62 768* |

| 1989    | 2001    | 2010   | 2011   | 2012   | 2013   |
| ------- | ------- | ------ | ------ | ------ | ------ |
| 64 816* | 54 767* | 48 971 | 48 509 | 47 974 | 47 512 |